# مارغريت مكاي
مارغريت مكاي (بالإنجليزية: Margaret McKay)‏ (1907 - 1996)، كانت كاتبة ونائبة برلمانية بريطانية، وعُرفت ماكاي التي كانت عضوة في البرلمان البريطاني بمواقفها المؤيدة للعرب، حتى انها اقامت عام 1968م نموذجا لمخيم الأجئين الفلسطينين في ميدان الطرف الأغر في العاصمة لندن، مما جعلها تدفع الثمن عام 1970م إذ رفض حزبها العمال إعادة ترشيحها لخوض الانتخابات، وبعد ذلك بقليل دعاها الشيخ زايد بن سلطان آل نهيان للإمارات حيث ذهبت إلى هناك واستقرت في أبو ظبي.

## من مؤلفاتها
أبرز كتبها:
- «بلاد العرب الخالدة».
- «قصة الخليج».
- «التركة الشرق أوسطية».